# Linda (herb szlachecki)

Herb

Linda (Linde) – polski herb szlachecki z nobilitacji.

## Opis herbu
Opis zgodnie z klasycznymi regułami blazonowania:
W polu czerwonym ostrzew lipy złota, w skos z pięcioma takimiż listkami, dwoma od spodu, trzema od góry. Klejnot: dwie gałązki lipy, złote, z prawej z trzema takimiż listkami, z lewej - z dwoma.

## Najwcześniejsze wzmianki
Nadany Mikołajowi de Linde, burgrabiemu i rajcy toruńskiemu 10 stycznia 1559. Przedstawicielem tej rodziny był polski slawista i językoznawca Samuel Linde. W Królestwie Polskim otrzymał on ubogacony herb (Słownik) od cara Mikołaja I.

## Herbowni
Jedna rodzina herbownych (herb własny):
Linda - Linde - de Linde.